# Sotadès
Sotadès (en grec ancien Σωτάδης) est un poète grec du IIIe siècle av. J.-C.

## Biographie
Né à Maronée en Thrace, il vécut à Alexandrie sous le règne de Ptolémée II Philadelphe ; selon Plutarque, Sotadès insulta grossièrement Ptolémée dans un poème à l'occasion de son mariage avec sa propre sœur Arsinoé, et celui-ci le fit jeter en prison. Selon Athénée, le poète s'en prit à la fois à Ptolémée et à Lysimaque, puis s'enfuit d'Alexandrie et fut rattrapé par un général de Ptolémée, Patrocle, qui le fit enfermer dans un coffre de plomb et jeter à la mer.

## Œuvre
Sotadès est célèbre pour ses kinaïdoï ou phluakes, poèmes satiriques obscènes, pour les premiers palindromes connus, et pour le vers sotadéen ou sotadique.